# Aéroport international de Cochin
Pour les articles homonymes, voir COK.
L'aéroport international de Cochin (code IATA : COK • code OACI : VOCI), situé dans le sud de l'Inde, est le plus important du Kerala, le quatrième de l'Inde. Il se trouve à 30 km au nord-est de Cochin.Il est le premier aéroport de l'histoire à être alimenté uniquement par des énergies renouvelables,.L'aéroport international de Cochin a remporté un prix de la qualité de service aéroportuaire décerné par l'Airport Council International en.L'aéroport a perdu des revenus pendant Covid 19 et a enregistré une baisse de 6,7 millions USD à environ 1 million USD par mois,.

## Historique
Le premier aérodrome remonte à 1936, situé sur l'île de Willingdon. Durant la Seconde Guerre mondiale, il est converti en un usage militaire pour la Royal Indian Navy. En 1947, avec l'indépendance indienne, les militaires permettent le trafic civil, la Chambre de commerce de Cochin proposait en 1990 une extension de l'aéroport mais l'opérateur militaire refusant, un nouvel aéroport fut construit en 1991 à Nedumbassery.

## Usage
L'aéroport de Cochin dispose de trois terminaux, un pour les liaisons intérieures, un pour l'international et un pour un usage de fret.

## Situation
| \| 300 km1:23 714 000 \| Delhi Bombay Madras Bangalore Calcutta Hyderabad Cochin Ahmedabad Goa Pune Thiruvananthapuram Calicut Lucknow Guwahati Srinagar Jaipur Bhubaneswar Coimbatore Nagpur Indore Mangalore Visakhapatnam Patna Amritsar Chandigarh Tiruchirappalli Jammu Raipur Bénarès Agartala Port Blair Vadodara Imphal Bagdogra Madurai Bhopal Ranchi Aurangabad Udaipur Leh Tirupati Rajkot Jodhpur Dehradun Dibrugarh Silchar Gaya Cannanore Vijayawada Surate Durgapur Jamnagar Belagavi Hubli-Dharwad Khajurâho Nanded Aizawl Dimapur Agra Bathinda Gwalior Gorakhpur Hindon |
| 300 km1:23 714 000 |

## Statistiques
Pour des raisons techniques, il est temporairement impossible d'afficher le graphique qui aurait dû être présenté ici.

Voir la requête brute et les sources sur Wikidata.

### Zoom sur l'impact du Covid de 2019-2020
Pour des raisons techniques, il est temporairement impossible d'afficher le graphique qui aurait dû être présenté ici.

Voir la requête brute et les sources sur Wikidata.

## Compagnies aériennes

### Passagers
| Compagnies           | Destinations |
| -------------------- | --- |
| Air Arabia           | Charjah |
| AirAsia              | Kuala Lumpur |
| AirAsia India        | Bangalore-Kempegowda, Bombay-Chhatrapati-Shivaji |
| Air India            | Bangalore-Kempegowda, Madras (Chennai), Delhi-Indira Gandhi, Dubaï, Djeddah - Roi-Abdelaziz, Bombay-Chhatrapati-Shivaji, Riyad-roi Khaled, Trivandrum |
| Air India Express    | Abou Dabi, Manama-Bahreïn, Bangalore-Kempegowda, Dubaï, Doha-Hamad, Kozhikode-Calicut, Madurai, Mascate, Salalah, Charjah, Singapour-Changi, Trivandrum |
| Alliance Air         | Agatti (en), Bangalore-Kempegowda, Mysore (en) |
| Arkia                | Tel Aviv - Ben Gourion |
| Cubana               | La Havane-José Martí |
| Emirates             | Dubaï |
| Etihad Airways       | Abou Dabi |
| flydubai             | Dubaï |
| GoAir                | Ahmedabad-Sardar-Vallabhbhai-Patel, Delhi-Indira Gandhi, Hyderabad-R. Gandhi, Jaipur, Bombay-Chhatrapati-Shivaji |
| Gulf Air             | Manama-Bahreïn |
| IndiGo               | - Abou Dabi, - Ahmedabad-Sardar-Vallabhbhai-Patel, - Bangalore-Kempegowda, - Bhubaneswar-Biju Patnaik, - Madras (Chennai), - Delhi-Indira Gandhi, - Doha-Hamad, - Dubaï, - Goa-Dabolim, - Guwāhāti, - Hubli, - Hyderabad-R. Gandhi, - Jaipur, - Cannanore, - Calcutta-N. S. C. Bose, - Koweït, - Malé Velana, - Lucknow-Amausi, - Bombay-Chhatrapati-Shivaji, - Nagpur, - Pune, - Raipur, - Trichy-Tiruchirapally, - Trivandrum, - Vishakhapatnam |
| Jazeera Airways      | Koweït |
| Kuwait Airways       | Koweït |
| Malaysia Airlines    | Kuala Lumpur |
| Malindo Air          | Kuala Lumpur |
| Oman Air             | Mascate |
| Qatar Airways        | Doha-Hamad |
| Saudia               | Djeddah - Roi-Abdelaziz, Riyad-roi Khaled |
| SilkAir              | Singapour-Changi |
| SpiceJet             | Bangalore-Kempegowda, Madras (Chennai), Delhi-Indira Gandhi, Dubaï, Malé Velana, Bombay-Chhatrapati-Shivaji, Pune, Port Blair |
| SriLankan Airlines   | Colombo-Bandaranaike |
| Thai AirAsia         | Bangkok-Don Muang |
| Trans World Airlines | New York-John F. Kennedy |

Édité le 19/04/2019

### Cargo
| Compagnies          | Destinations                                    |
| ------------------- | ----------------------------------------------- |
| Blue Dart Aviation  | Bangalore, Chennai, Delhi, Hamenabad, Hyderâbâd |
| Qatar Airways Cargo | Doha                                            |
| Saudia Cargo        | Djeddah, Riyad                                  |
| Emirates SkyCargo   | Dubai                                           |
| Ethia CrystalCargo  | Aboudabi                                        |

## Galerie

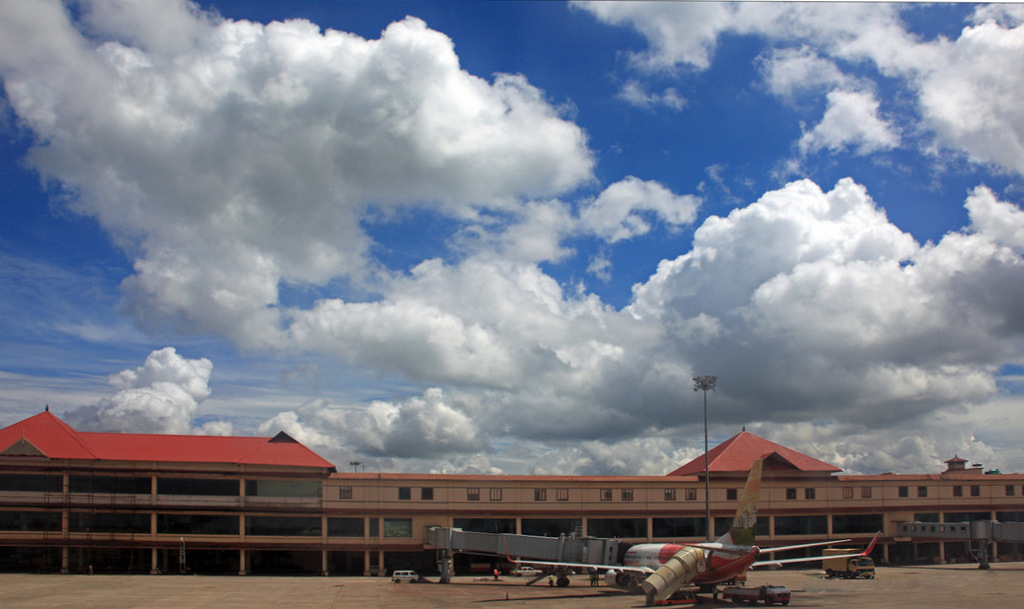
Terminal international.
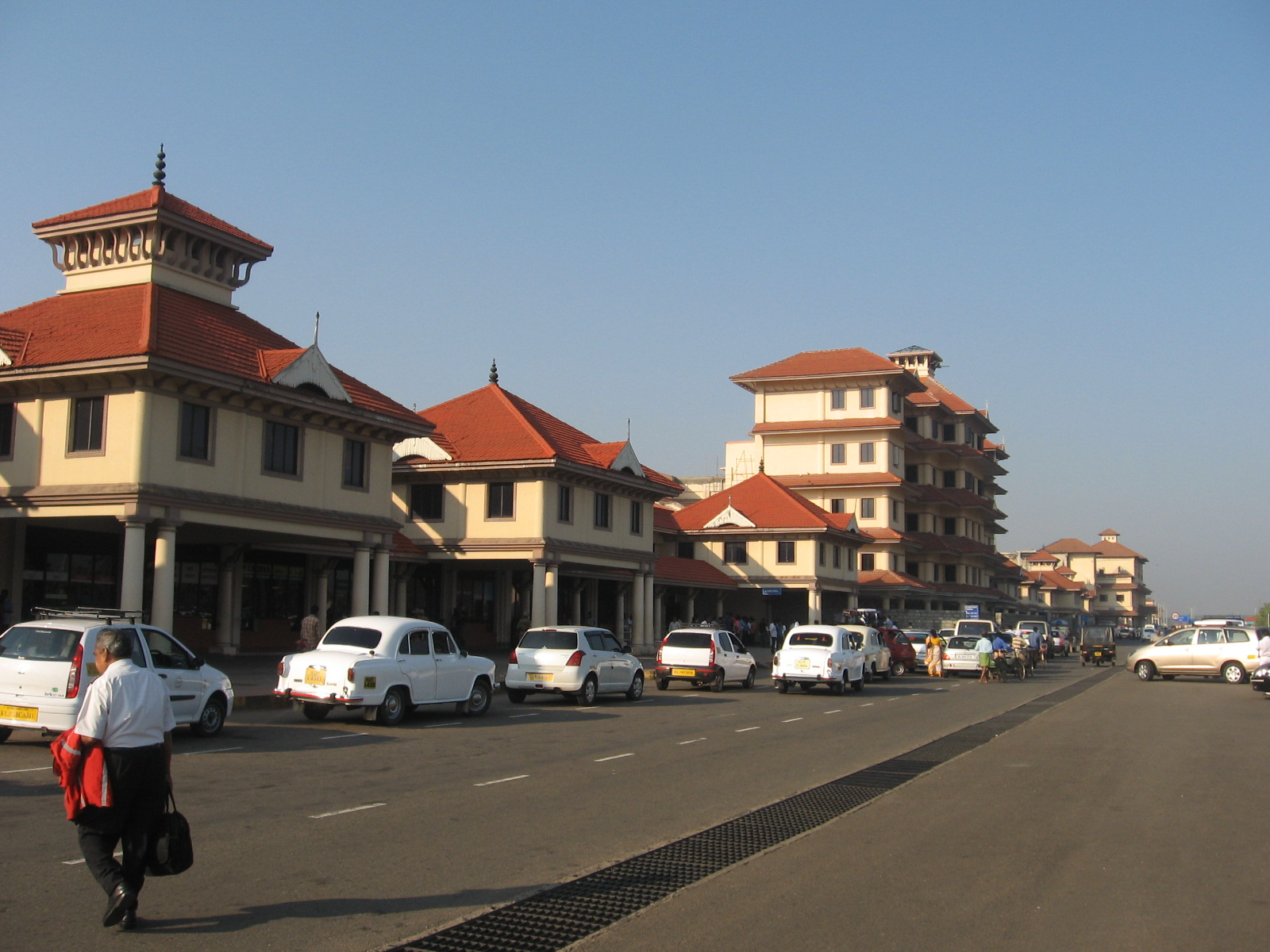
Accueil pour les vols intérieurs.
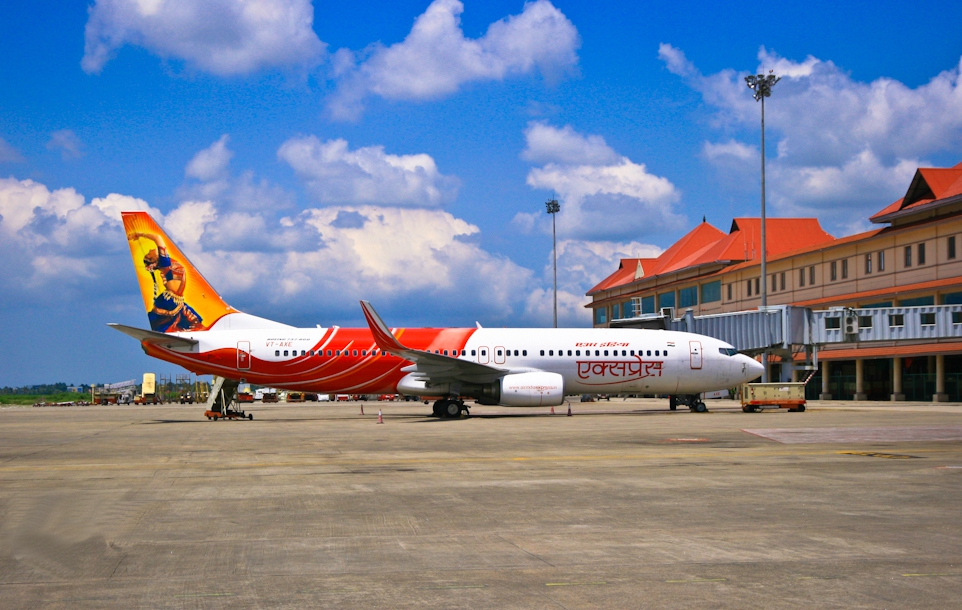
Boeing 737-800W d'Air India Express.